# 那覇サイト

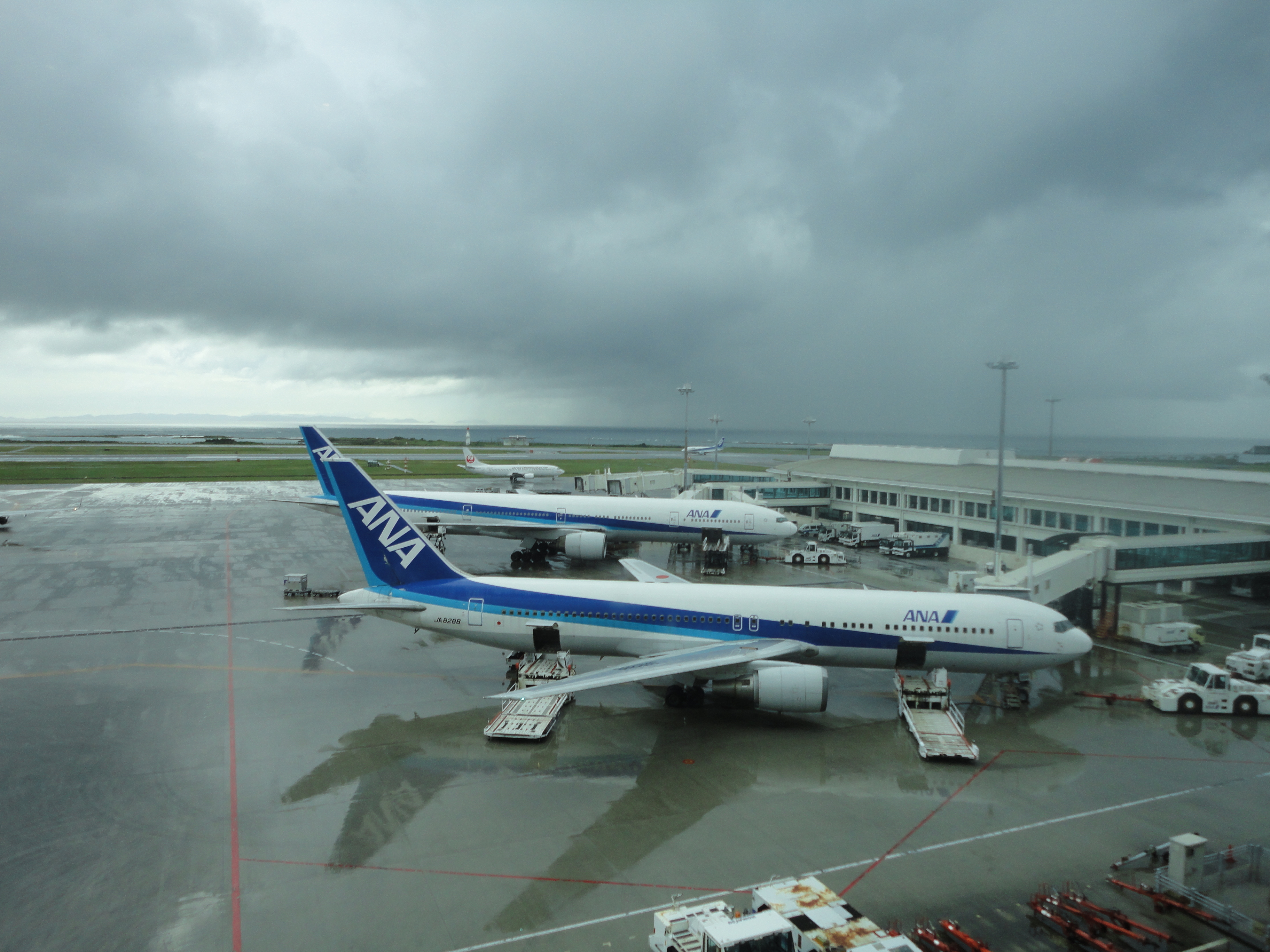
那覇空港は軍民両用の飛行場であり、滑走路は一本しかなかった。

那覇サイト (なはサイト 英語 Naha Site) は、かつて沖縄県那覇市の那覇空港にあった米軍のミサイル基地。1959年6月19日に那覇サイトから核弾頭を搭載したナイキミサイルが誤発射されたことが当時の関係者から証言されている。1973年に航空自衛隊那覇基地に移管された。

## 概要
那覇サイトは米陸軍のミサイル基地であり、周辺をかこむ米海軍の那覇海軍航空施設とともに小禄半島の巨大な基地を形成し、実際に核弾頭を搭載したミサイル、ナイキ・ハーキュリーズが配備されていた。現在は航空自衛隊那覇基地に移管されている。
1959年、米軍は核・非核両用の迎撃ミサイル、ナイキ・ハーキュリーズを米国内基地と同時期に沖縄に配備した。米国立公文書館の資料によると、沖縄のナイキ・プロジェクト (Nike Project) はボローや恩納など8カ所で展開されたことが記されている。那覇は「サイト8」とよばれた。
1972年5月15日時点
- 所在地: 那覇市字安次嶺、字当間、字大嶺
- 面積: 約97,100㎡

### 隣接する米軍基地
1945年6月4日: 沖縄戦で米軍が小禄に上陸、以降小禄半島の小禄村は、そのほぼ全域 (83%) が米軍基地として長らく接収されていた。
| 小禄半島にあった米軍基地 | 小禄半島にあった米軍基地 | 旧名称                   | 備考                 |
| ------------------------ | ------------------------ | ------------------------ | -------------------- |
| FAC6064                  | 那覇港湾施設             | 那覇軍港                 |                      |
| FAC6065                  | 那覇サーヴィス・センター | 那覇サーヴィス・センター | 返還                 |
| FAC6066                  | 那覇空軍・海軍補助施設   |                          | C表: 空自 那覇基地   |
| FAC6067                  | 那覇サイト               | 那覇陸軍補助施設         | B表: 空自 那覇基地   |
| FAC6089                  | 那覇海軍航空施設         |                          | 返還 沖縄空港        |
| -                        | 那覇ホイール地区         |                          | C表: 陸自 那覇駐屯地 |

## 歴史

### 沖縄戦とその後
1933年8月: 日本軍は旧小禄村大嶺の土地を強制接収し、海軍小禄飛行場を建設した。
1945年6月4日: 米軍が小禄海岸に上陸し、小禄の戦いが始まる。6月13日、海軍司令官大田実中将らが豊見城市にある旧海軍司令部壕で自決する。
米軍はすぐさま調査と米海軍のための飛行場建設を開始し那覇海軍航空施設を設営した。

### 那覇サイト
1957年11月27日: アメリカ公文書館のナイキ・サイト文書によると、那覇や恩納などで沖縄工兵隊によるナイキ配備のための査察をしたことが記されている。敷設後は米陸軍第 30 防空砲兵旅団が「那覇陸軍補助施設」として使用。那覇サイトはサイト8とよばれた。

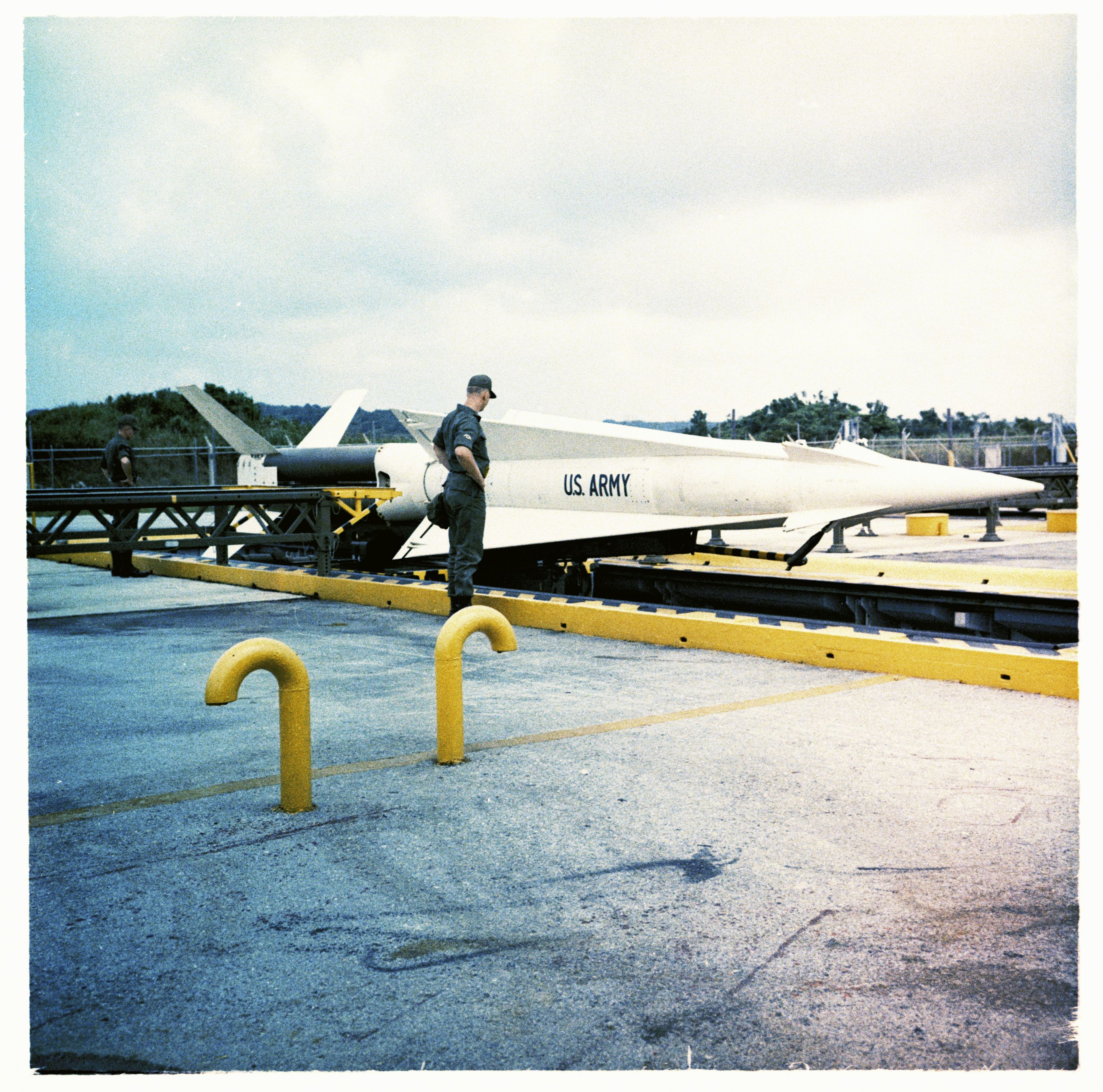
沖縄のナイキ・ハーキュリーズ (June 1967) 知念サイトかとおもわれる。

1959年6月19日: 那覇サイトから核弾頭を搭載したナイキが誤って発射され、ミサイルが発射され那覇沖に発射火薬で操作員一人が即死、他の五人が負傷した。

### 空自 那覇基地へ移管
1972年5月15日: 沖縄返還にともない名称が「那覇陸軍補助施設」から「那覇サイト」(使用主目的：ミサイル・サイト) と変更された。
|         | 基地名     | 旧名称           | 備考              |
| FAC6067 | 那覇サイト | 那覇陸軍補助施設 | B表: 空自那覇基地 |

1973年1月31日: B表に基づき1千㎡が航空自衛隊に移管。4月3日に残り103千㎡がすべて移管され、10月16日に南西航空混成団第５高射群第17高射隊が発足。
航空自衛隊那覇基地那覇高射教育訓練場
- 所在地：那覇市 （字安次嶺、字当間、字大嶺）
- 面積：105千㎡
- 管理基地名：航空自衛隊那覇基地
- 使用部隊名：第５高射群第17高射隊

航空自衛隊那覇基地の北端に隣接する管理地区と、那覇空港滑走路西側の海岸沿いに位置するパトリオット・ミサイル発射施設をもつ運用地区からなる。他に同地域には航空自衛隊那覇基地、陸上自衛隊那覇駐屯地、那覇訓練場があり、基地機能の拡大や那覇空港の利用者の増加に伴い相当手狭な状況になっている。

## ナイキサイト
1959年、核・非核両用の高高度用迎撃ミサイルのナイキ・ハーキュリーズが米国内基地と同時期に沖縄に配備された。米国立公文書館の資料によると、沖縄のナイキ・プロジェクト (Nike Project) は読谷残波岬のボロー飛行場や恩納サイトなど8カ所で展開されたことが記されている。その多くのサイトは自衛隊に移管された。
|   |           | ナイキ配備                              | 備考                    |
| 1 | 第1サイト | ボロー・ポイント射撃場 (読谷)           | 返還                    |
| 2 | 第2サイト | 恩納ポイント (恩納サイト)               | 空自 恩納分屯基地に移管 |
| 3 | 第3サイト | 石川陸軍補助施設 (天願)                 | 返還                    |
| 4 | 第4サイト | 西原陸軍補助施設 (ホワイト・ビーチ地区) | 返還                    |
| 5 | 第5サイト | 普天間飛行場                            |                         |
| 6 | 第6サイト | 知念第二サイト                          | 空自 知念分屯基地に移管 |
| 7 | 第7サイト | 与座岳サイト                            | 陸自 南与座分屯地に移管 |
| 8 | 第8サイト | 那覇サイト                              | 空自 那覇基地に移管     |

### 那覇サイトの核事故
1959年6月19日 那覇サイトから核弾頭を搭載したナイキが誤って発射され、那覇沖に沈んだ。一人が体を分断され即死、他の五人が全身火傷など負傷した。爆発はしなかったが、広島型原爆と同じ規模の威力を持つ20キロトンの核弾頭が搭載されていたミサイルは、那覇沖から回収された。事故は沖縄メディアにも伝えられたが、核弾頭を搭載していたことは伏せられていた。
2015年、沖縄の核兵器についてこれまで「否定も肯定もしない」政策をとりつづけていたアメリカ国防総省は「本土復帰前の沖縄に核兵器を配備していた事実」を初めて公式に認めた。終戦から27年間アメリカの統治下に置かれていた沖縄に核兵器が配備されていたことは、それ以前から公文書としても存在し、沖縄の「公然の秘密」とされてきたものの、多くはいまだにわかっていない。
2017年9月10日 半世紀以上も過ぎたこの事件の真実が明らかになったのは、NHKスペシャル「スクープドキュメント 沖縄と核」によるものであり、松岡哲平ら取材者はていねいな公文書の検証や退役軍人への聞き取りなどから事件をあぶりだした。

## 参考項目
沖縄の米軍基地